# Peyerimhoffia obtusicauda
Peyerimhoffia obtusicauda is een muggensoort uit de familie van de rouwmuggen (Sciaridae). De wetenschappelijke naam van de soort is voor het eerst geldig gepubliceerd in 1900 door Strobl.